# Carlos Soto (judoka)
Carlos Soto Molina – honduraski judoka. Olimpijczyk z Los Angeles 1984, gdzie zajął dwudzieste miejsce w wadze półlekkiej.

## Letnie Igrzyska Olimpijskie 1984
| Konkurencja | Eliminacje            | Klas. końcowa |
| Konkurencja | Przeciwnik I          | Miejsce       |
| ----------- | --------------------- | ------------- |
| 65 kg       | Alpaslan Ayan (TUR) P | 20.           |